# Joseph Hansen (Schriftsteller)
Joseph Hansen (* 19. Juli 1923 in Aberdeen, South Dakota; † 24. November 2004 in Laguna Beach, Kalifornien) war ein US-amerikanischer Schriftsteller. Seine bekannteste Figur ist der Versicherungs-Detektiv Dave Brandstetter. Hansen veröffentlichte auch einige Werke unter den Pseudonymen Rose Brock und James Colton.
Den ersten Kriminalroman mit einem offen schwulen Detektiv veröffentlichte 1966 George Baxt. Aus einer Vielzahl von Gründen ist es aber zutreffend, Joseph Hansen als den Begründer dieser Unterart des Kriminalromans zu bezeichnen. 1992 wurde Hansen mit dem Lifetime Achievement Award der Private Eye Writers of America ausgezeichnet. 1992 erhielt er den Lambda Literary Award für A Country of Old Men: The Last Dave Brandstetter Mystery und 1994 für Living Upstairs.

## Die Brandstetter-Romane
Zwischen 1970 und 1991 veröffentlichte Joseph Hansen insgesamt zwölf Romane um den offen schwul lebenden Versicherungsdetektiv Dave Brandstetter. Nach dem ursprünglichen Christopher Street Day in New York (1969) reagierte die Öffentlichkeit langsam etwas liberaler, und schon mit dem ersten Roman, Fadeout (deutscher Titel: Totengeld) konnte Hansen zumindest die Kritiker überzeugen, auch wenn der finanzielle Erfolg zunächst ausblieb.

### Inhalt
Dave Brandstetter ist – zu Anfang – Versicherungsdetektiv in der von seinem Vater Carl gegründeten Versicherungsgesellschaft Medallion. Was in den meisten Fällen als routinemäßiger Einsatz beginnt – eigentlich tritt Dave immer dann auf den Plan, wenn eine versicherte Person unter verdächtigen oder ungeklärten Umständen ums Leben gekommen ist – entpuppt sich häufig als komplizierter Mordfall. Nach dem Tode seines Vaters scheidet Dave auf Wunsch des Vorstands aus dem Unternehmen aus und arbeitet fortan als privater Ermittler. Mit seinem eleganten Auftreten und seiner freundlichen, jedoch unnachgiebigen Art gelangt er zumindest bei seinen Ermittlungen letztendlich immer an sein Ziel.
Neben seiner Arbeit hat Dave auch ein Privatleben, welches etwas anders verläuft als er sich das vorstellt. Die Beziehung mit dem Kunsthändler Doug ist alles andere als glücklich, und so ist Dave immer auf der Suche – nach dem Täter, und nach ein wenig Kontinuität für sich selbst.

### Alte und neue Ausgaben
1983 bis 1989 brachte der Goldmann Verlag neun Hansen-Romane auf Deutsch heraus. Die Übersetzungen besorgte Friedrich A. Hofschuster. Zwischen 2000 und 2004 veröffentlichte der Hamburger Argument Verlag sieben Bände in einer Neuübersetzung. Sie stammte von Friedrich A. Hofschuster und Robert Schekulin.

## Bibliografie
Brandstetter-Romane
Die deutschen Titel beziehen sich auf die Auflagen Goldmann Verlag (G) und beim Argument-Verlag (A).
- Fadeout (1970; dt. Verbrannte Finger (G)/ Fadeout (A))
- Death Claims (1973; dt. Keine Prämie für Mord (G)/ Totengeld (A))
- Troublemaker(dt. Jeder hat einen Feind (1975; G)/ Feindschaftsdienst (A))
- The Man Everybody Was Afraid Of (1978; dt. Die logische Lösung (G)/ Tyrannenmord (A))
- Skinflick (1979; dt. Verkaufte Haut (G)/ Nabelschau (A))
- Gravedigger (1982; dt. Drei Spaten tief (G)/ Schattenreich (A))
- Nightwork (1984; dt. Mondschein-Trucker (G)/ Nachtarbeit (A))
- The Little Dog Laughed (1986; dt. Tote Hunde bellen nicht (G))
- Early Graves (1987; Frühe Gräber (G))
- Obedience (1988)
- The Boy Who Was Buried This Morning (1990)
- A Country Of Old Men: The Last Dave Brandstetter Mystery (1991)

Einzelromane
- A Smile in His Lifetime (1981; dt. Ein Lächeln, ein Leben)
- Steps Going Down (1985; dt. Abstieg)
- Living Upstairs (1993)
- Jack of Hearts (1995)

Pseudonym James Colton
- Strange Marriage (1965)
- The Corrupter and other stories (1968)
- Gard (1969)
- The Outward Side (1971)
- Todd (1995)